# Winnfield
Winnfield är en ort i den amerikanska delstaten Louisiana med en yta av 9,42 km² och en folkmängd som uppgår till 4 840 invånare (2010). Winn Parish grundades år 1852 och Winnfield har varit parishens administrativa huvudort sedan dess.

## Kända personer från Winnfield
- Earl Long, politiker, guvernör i Louisiana 1939-1940, 1948-1952 och 1956-1960
- Gillis William Long, politiker, ledamot av USA:s representanthus 1963-1965 och 1973-1985
- Huey Long, politiker, guvernör i Louisiana 1928-1932, ledamot av USA:s senat 1932-1935